# NeocoreGames
NeocoreGames — венгерская компания-разработчик и издатель компьютерных игр, которая занимается разработкой RPG игр. Штаб компании находится в Будапеште, создает компьютерные игры используя свой собственный компьютерный игровой движок Coretech . Компания известна больше всего игрой King Arthur: The Role-playing Wargame, но в 2012 году они объявили о создании игры The Incredible Adventures of Van Helsing и Broken Sea.

## Игры
- Crusaders: Thy Kingdom Come (2008)
- King Arthur: The Role-playing Wargame (2009)
  - Legendary Artifacts (2010) дополнение
  - King Arthur — Knights and Vassals (2010) дополнение
- Lionheart: Kings’ Crusade (2010)
  - The Kings' Crusade: Arabian Nights (2011) дополнение
  - The Kings' Crusade: Teutonic Knights (2011) дополнение
- King Arthur II: The Role-Playing Wargame (2012)
  - King Arthur II: Dead Legions (2012) дополнение
- The Incredible Adventures of Van Helsing (2013)
- Broken Sea TBA
- The Incredible Adventures of Van Helsing II (2014)
- Deathtrap (2015)
- The Incredible Adventures of Van Helsing III (2015)
- Warhammer 40,000: Inquisitor – Martyr (2018)
- Warhammer 40,000: Inquisitor — Prophecy (2019)
- King Arthur: Knight’s Tale (2022)
- King Arthur: Legion IX [1]
- Broken Sea (TBA)